# Remigia mutuata
Remigia mutuata är en fjärilsart som beskrevs av Walker 1858. Remigia mutuata ingår i släktet Remigia och familjen nattflyn. Inga underarter finns listade.